# COX3
COX3 (англ. Cytochrome c oxidase III) – білок, який кодується однойменним геном, який у людей є частиною мітохондріальної ДНК. Довжина поліпептидного ланцюга білка становить 261 амінокислот, а молекулярна маса — 29 951.
| 10         |  | 20         |  | 30         |  | 40         |  | 50         |
| ---------- |  | ---------- |  | ---------- |  | ---------- |  | ---------- |
| MTHQSHAYHM |  | VKPSPWPLTG |  | ALSALLMTSG |  | LAMWFHFHSM |  | TLLMLGLLTN |
| TLTMYQWWRD |  | VTRESTYQGH |  | HTPPVQKGLR |  | YGMILFITSE |  | VFFFAGFFWA |
| FYHSSLAPTP |  | QLGGHWPPTG |  | ITPLNPLEVP |  | LLNTSVLLAS |  | GVSITWAHHS |
| LMENNRNQMI |  | QALLITILLG |  | LYFTLLQASE |  | YFESPFTISD |  | GIYGSTFFVA |
| TGFHGLHVII |  | GSTFLTICFI |  | RQLMFHFTSK |  | HHFGFEAAAW |  | YWHFVDVVWL |
| FLYVSIYWWG |  | S          |  |            |  |            |  |            |

A: Аланін

C: Цистеїн

D: Аспарагінова кислота

E: Глутамінова кислота

F: Фенілаланін

G: Гліцин

H: Гістидин

I: Ізолейцин

K: Лізин

L: Лейцин

M: Метіонін

N: Аспарагін

P: Пролін

Q: Глутамін

R: Аргінін

S: Серин

T: Треонін

V: Валін

W: Триптофан

Локалізований у мембрані, мітохондрії, внутрішній мембрані мітохондрії.